# Asplenium splendens
Asplenium splendens är en svartbräkenväxtart. Asplenium splendens ingår i släktet Asplenium och familjen Aspleniaceae.

## Underarter
Arten delas in i följande underarter:
- A. s. drakensbergense
- A. s. splendens